# Talvacchia
Talvacchia è una frazione di Ascoli Piceno situata a 630 metri s.l.m. sopra un colle posto nella sponda marchigiana della diga artificiale dell'omonimo lago di Talvacchia.

## Origini del nome
Secondo alcuni studi, l'origine del nome è Thalvache ("Thal"- valle "Wache"- guardia) di origine longobarda, legata all'invasione di quella parte di territorio nell'alto Medioevo.
Tuttavia l'assenza di castelli o fortificazioni nel borgo (ad eccezione del vicino castello di Rufignano) rende altamente improbabile questa ipotesi.
Se si analizzano tutti i nomi dati al borgo nei secoli:
Talvacla (1331)
Ville Talvacchie (1390)
Talvaghie, Talavacchia (ante 1439)
Talmacchia (1458)
Villa Talis Vachie (1553)
Talivacchia (1458)
si presumere che l'origine del nome sia dovuta alla presenza di un'antica vaccheria medioevale (derivando dalle parole latine "talis" e "vachie")

## Storia
Le origini dell'abitato di Talvacchia, sono legate al Castello di Rufignano, antica fortificazione costruita sopra il "colle della Regina", sommità posta tra l'abitato di Talvacchia e quello di Colonna.
Per tutto il medioevo i signori di Rufignano furono i feudatari di una vasta area che, posta ai confini con l'Abruzzo era un importante punto di difesa di confine. 
Il paese di Talvacchia si sviluppò nel tardo Medioevo prima sotto le dipendenze dei nobili di Rufignano poi autonomamente, una volta che i signori di Rufignano abbandonarono il castello per trasferirsi in città con il fenomeno dell'urbanesimo.
Il paese fu costruito appena sotto la Chiesa di San Gregorio Magno Papa, posta sul punto più alto del paese, di origini Farfensi.
Talvacchia entrò nel XV sotto l'influenza giuridica di Ascoli, venendo riconosciuta come villa cittadinata: il paese fu così assorbito nel Comune di Ascoli, con gli abitanti che avevano gli stessi diritti dei cittadini ascolani. Negli anni furono ricordate alcune piccole rivolte dovute alla gabelle imposte dal comune di Ascoli.
Dalla metà del XVI secolo al 1700, furono organizzati dallo Stato Pontificio installazioni militari per combattere il brigantaggio e tenere sotto controllo il confine, data la posizione estremamente panoramica e strategica.
Talvacchia divenne Comune Repubblicano della Repubblica Romana, posto sotto il Cantone di Acquasanta Terme (rendendosi indipendente da Ascoli) nel 1798. Sotto il suo territorio ricadevano i borghi di Funti, Colonna, Cervara, Colloto, Lisciano di Colloto, Taverna, Collegrato e Valloni.
Il periodo Repubblicano fu tuttavia segnato, specialmente in questa zona, da violente lotte tra l'esercito Francese ed i Briganti. Presso il paese trovarono durante il periodo napoleonico riparo molti insorgenti, tanto che il reparto dell'esercito francese guidato dal generale Sebastiano Planta era diretto proprio a Talvacchia il 5-6 gennaio del 1799 per saccheggiarla ed incendiarla quando fu fermato a Ponte d'Arli dal brigante Sciabolone. Gli scontri tra briganti si ripresentarono anche durante il Risorgimento, con le violentissime repressioni del Generale Pinelli: Talvacchia fu un punto di passaggio importante posto tra San Gregorio (base del brigante Giovanni Piccioni) e la città di Ascoli.
Negli anni 60 grazie ai fondi della Cassa del Mezzogiorno, il paese fu collegato alla S.S. 4 Salaria con una strada carrabile, che parte dal borgo di Taverna di mezzo e, dopo aver attraversato il Tronto attraversa Funti, prima di raggiungere la sommità del crinale e ridiscendere verso il torrente Castellano per poche centinaia di metri, entrando nel paese di Talvacchia.
Tale strada avrebbe dovuto raggiungere la diga posta 150 metri più a valle, nell'alveo del Castellano. Diatribe tra i proprietari terrieri per gli espropri non permisero mai la conclusione della strada, che tuttora termina, dopo un tratto sterrato, nella località della "Madonnetta".

## Monumenti e luoghi d'interesse

### Architetture religiose

#### Chiese
- Chiesa di San Gregorio Magno - Chiesa fondata dai monaci Farfensi.

#### Edicole
- la Madonnetta

### Punti panoramici
- La roccia del Cuore [collegamento interrotto]
- Carleccitte

## Geografia antropica

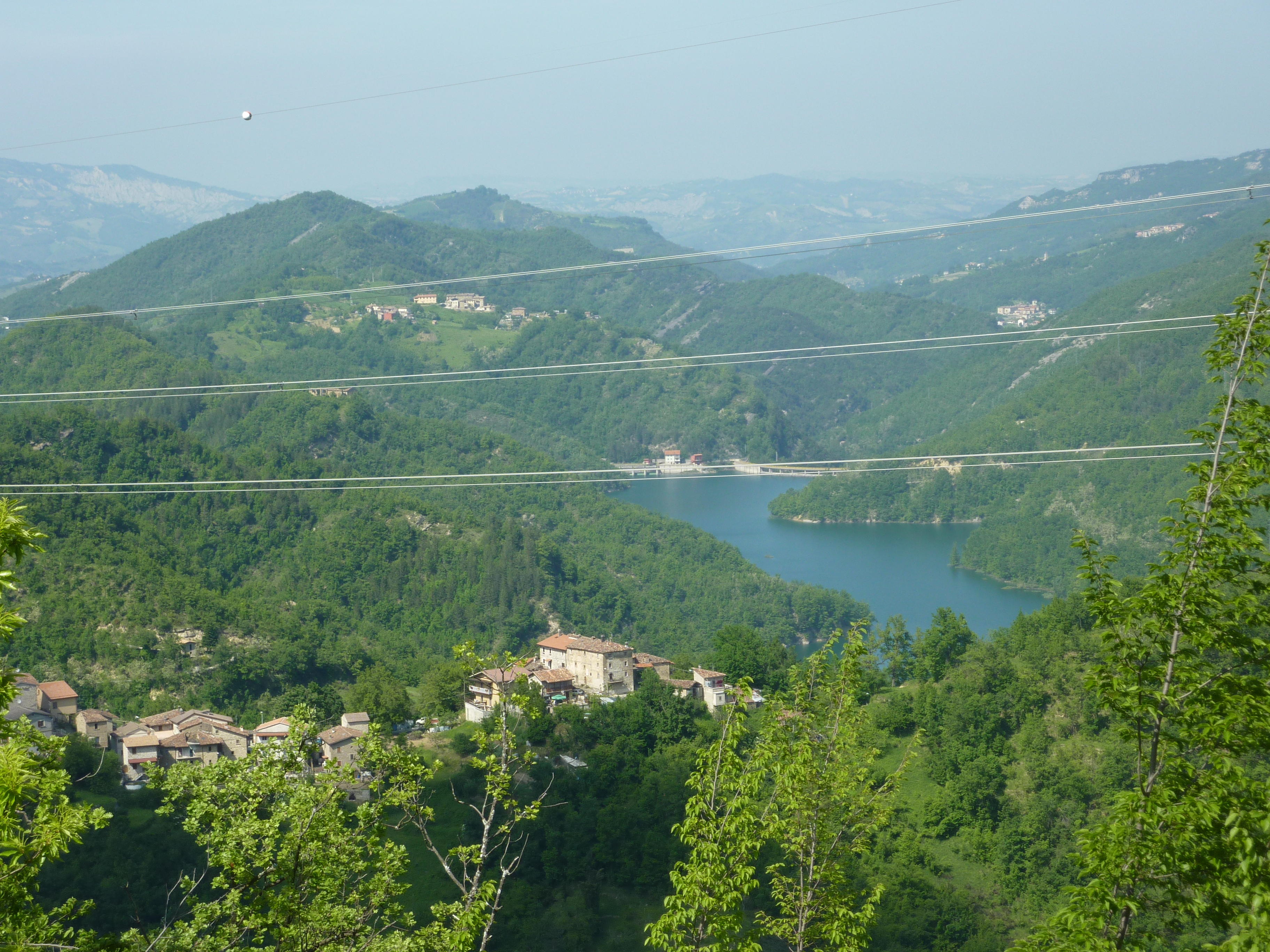
il lago di Talvacchia visto da Rocca di Montecalvo, sullo sfondo la diga ed in alto a sinistra il paese di Talvacchia

Le frazioni nei dintorni di Talvacchia, situate in un raggio di pochi chilometri, sono:Funti (con cui divide la stessa strada comunale che si dirama dalla vecchia S.S.4 Salaria all'altezza di Taverna di Mezzo), Colloto, Pianaccerro, Lisciano di Colloto, Colonna, Cervara, Rocca di Montecalvo, San Gregorio, Fleno, Arola, Piedicava, Ponte d'Arli (Acquasanta Terme). In passato, prima del 1950/1960 quando ancora non erano state raggiunte da strade automobilistiche, queste frazioni erano unite e collegate da mulattiere che attraversavano valli, boschi e le creste dei monti. I vari luoghi del territorio ove erano orti, prati, pascoli, castagneti, vigneti erano raggiungibili tramite sentieri a tutt'oggi segnalati sulle cartine come percorsi trekking.
Nel 2020 Talvacchia è stata inserita nella quinta tappa del percorso "Il grande anello dei borghi ascolani" al centro del percorso di trekking che va da Valledacqua a Coperso.

## Eventi
Nel giugno del 2011 Talvacchia è stata tappa del Festival dell'Appennino. I partecipanti partirono da Talvacchia per raggiungere la vicina Cervara con una carovana d'asino a seguito e attraverso l'antica mulattiera raggiunsero Cervara dove si svolse un convegno sul brigantaggio pre e post unitario e un concerto di musica popolare.
Il giorno 8 Marzo 2024, la quinta tappa della corsa ciclistica Tirreno-Adriatico ha costeggiato il lago di Talvacchia, provenendo da San Giacomo e procedendo verso Valle Castellana.

### Curiosità
Molti siti di cartografia elettronica e diverse mappe di navigatori satellitari, rappresentano la strada che da Taverna di Mezzo conduce a Talvacchia connessa con l'omonima diga e la strada che costeggia il Castellano collegando Ascoli Piceno a Castel Trosino e Valle Castellana.
Molte persone, tratte in inganno da tali indicazioni una volta giunte al paese sono costrette a tornare verso la città di Ascoli per riprendere la strada per il Lago e per Valle Castellana nella zona di Porta Cartara.